# Autostrada A19 (Belgia)
Autostrada A19 (fla. Autosnelweg A19) – autostrada w Belgii.
Łączy miasto Kortrijk z miejscowością Ypres (hol. Ieper). Planowane jest jej przedłużenie w okolice miasta Veurne, gdzie będzie krzyżowała się z autostradą A18.